# عقار تجريبي
العقار تجريبي هو ناتج دوائي (دواء أو لقاح) لم يحصل بعد على المصادقة من سلطات تنظيمية للاستعمال الروتيني في الطب البشري والبيطري. يمكن أن يُصادَق على ناتج دوائي لاستخدامه لعلاج مرض واحد معين لكن يبقى تجريبيا ضد أمراض وحالات أخرى.

## الولايات المتحدة
الهيئة المسؤولة في الولايات المتحدة عن المصادقة هي إدارة الغذاء والدواء (الولايات المتحدة) (FDA) التي يجب أن تمنح المادة صفة عقار تجريبي جديد (IND) قبل الشروع في اختبارها في تجارب سريرية بشرية. يتطلب الحصول على صفة "عقار تجريبي جديد" من مطور وممول الدواء أن يتقدم بطلب الحصول على هذه الصفة مع بيانات من تجارب مخبرية وحيوانية حول فعالية وأمان العقار. يخضع العقار المصنوع من كائن حي أو أحد نواتجه لنفس عملية المصادقة لكنها تسمى "طلب الرخصة البيولوجية" (BLA). تشمل العقارات البيولوجية: الأجسام المضادة، الإنترلوكينات، واللقاحات. في 2018 تم إصدار قانون "الحق في التجربة" بالولايات المتحدة الذي يسمح للأفراد الذين استوفوا المعايير أن يجربوا العقارات التجريبية التي مازالت لم تعتبر آمنة بعد.

## كندا
يجب في كندا التقدم بطلب تجربة سريرية (CTA) إلى قسم المنتجات الصحية والغذاء الخاص بوزارة الصحة الكندية قبل الشروع في تجربة سريرية. إذا أظهرت نتائج التجارب السريرية أن التأثير العلاجي للعقار يفوق الآثار الجانبية السلبية، حينها يمكن لممول ومطور العقار تقديم طلب دواء جديد.

## الاتحاد الأوروبي
تُنظَّم التجارب السريرية في الاتحاد الأوروبي بواسطة وكالة الأدوية الأوروبية (EMA). ابتداء من عام 2019، يجب أن تستخدم جميع طلبات التجارب السريرية بوابة وقاعدة بيانات مركزية خاصة بالاتحاد الأوروبي. جميع نتائج التجارب السريرية ستكون متاحة للجمهور مع ملخص مكتوب بلغة يفهمها الشخص العادي.